# Inscripció de Namara
La Inscripció de Namara (en àrab, نقش النمارة naqš an-Namārah) és una inscripció del segle iv en idioma àrab preislàmic, una de les primeres en aquest idioma. També s'ha interpretat com una versió tardana de l'idioma semític nabateu en la seua transició cap a l'àrab. Una missió francesa a Síria durant el mandat francés del 1923 al 1946 va trobar la peça a Namara, un llogaret a l'est del Djebel al-Druze i actualment encara es troba al Louvre.
La majoria d'especialistes creuen que la Inscripció de Namara és la làpida d'Imru' al-Qais ibn Amr al-Awwal, un dels reis dels làkhmides de Hira. La data de la seua mort s'ha fixat en l'any 328, segons la lectura d'aquesta inscripció.
Ha estat descrita per Irfan Shahid com «la inscripció àrab més important dels temps preislàmics» i per Kees Versteegh com «la inscripció àrab més cèlebre». És també un document important per a estudiar les relacions entre romans i àrabs d'aquest període.

## Diferències amb l'àrab actual
La inscripció està escrita en alfabet nabateu, encara que hi ha ambigüitats, perquè l'alfabet té només 22 signes (alguns amb anotacions addicionals), i aquesta variant àrab tenia 28 o 29 consonants. Aquest alfabet té lligadures entre algunes lletres que mostren una transició cap a l'alfabet àrab. Alguns dels termes del text estan més a prop de l'arameu que de l'àrab; per exemple, usa el patronímic arameu «b-r», en lloc del terme àrab «b-n». La major part del text, però, és molt a prop de l'àrab clàssic, en què es va redactar l'Alcorà en el segle vii.

## Descobriment
La inscripció, la van trobar el 4 d'abril del 1901 dos arqueòlegs francesos, René Dussaud i Frédéric Macler, a al-Namara (també Namārah; el Nimreh modern), a prop de Chahba i el Djebel al-Druze, al sud de l'actual Síria, a uns 100 km al sud de Damasc i a 50 km al nord-est de Bosra. En l'Antiguitat, la situació era a prop del límit de l'Imperi romà en la data en què fou tallada, el Limes Arabicus de la província d'Aràbia Pètria. Al-Namara fou més tard un fort romà.

## Història
La inscripció conté cinc línies en un bloc de basalt, i podria ser la llinda d'una tomba. És l'epitafi d'un rei àrab mort, dels làkhmides, Imru' al-Qays ibn 'Amr, i data de l'any 328. Imru' al-Qays va succeir al seu pare 'Amr ibn Adi i va dirigir un gran exèrcit per a conquistar gran part de l'Iraq i la península Aràbiga des de la seua capital d'al-Hirah. En aquell moment, eren vassalls dels perses sassànides. Les incursions a l'Iran provocaren una campanya de l'emperador sassànida Sapor II, que va conquistar les terres iraquianes, i Imru' al-Qays es va retirar a Bahrain. Se n'anà a Síria per a rebre ajuda de l'emperador romà Constantí el Gran. Imru' al-Qays es va convertir al cristianisme abans de morir a Síria i el soterraren en el desert sirià. La seua conversió s'esmenta en la història àrab d'Hisham Ibn Al-Kalbi, un erudit de principis del segle ix, però Irfan Shahîd assenyala que «no hi ha pas una sola fórmula o símbol cristià en la inscripció». Mentre Theodor Nöldeke argumentà en contra d'una afiliació cristiana d'Imru' al Qays bin 'Amr, Shahid va assenyalar que la seua creença cristiana podria ser «herètica o del tipus maniqueu».

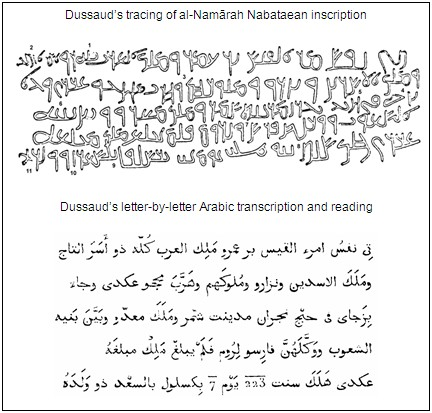
Publicació original de René Dussaud del 1905, amb la inscripció de Namara a dalt (s'hi afegiren números per a facilitar la discussió en aquest article) i la transcripció en àrab a baix

El primer seguiment i lectura de la Inscripció de Namara el publicà a començament del segle xx René Dussaud. Segons aquest, el text comença informant que la inscripció era el monument funerari del rei; després el presenta i enumera els seus èxits, i finalment anuncia la data de la seua mort. Molts altres estudiosos analitzaren l'idioma de la inscripció durant el segle passat, però, malgrat les lleugeres diferències, tots estaven d'acord amb el punt de vista central de Dussaud que la pedra de Namara era el monument funerari del rei Imru' al-Qays.

El 1985, James A. Bellamy presenta un rastreig de la inscripció diferent des de Dussaud, inclosa una correcció innovadora de dues paraules molt disputades al començament de la tercera línia (assenyalat en la figura original de Dussaud com a mots 4 i 5). Malgrat els nous traçats de Bellamy, la seua lectura en àrab estava totalment d'acord amb el tema general de la lectura originària de Dussaud. Aquesta nova traducció àmpliament acceptada de Bellamy de la inscripció diu:

«Aquest és el monument funerari d'Imru' al-Qays, fill d'Amr, rei dels àrabs, i (?) el seu títol d'honor era mestre d'Asad i Nizar. I va sotmetre els asadis i es van veure aclaparats juntament amb els seus reis, i feu fugir a Madh'hij des de llavors, i vingué conduint-los a les portes de Najran, la ciutat de Shammar, i ell va sotmetre a Ma'add, i va tractar gentilment els nobles de les tribus, i els va nomenar virreis, i es van convertir en filarques per als romans. I cap rei ha igualat els seus èxits. Després, es va morir l'any 223, el setè dia de Kaslul. Oh, quina bona fortuna, la dels qui eren amics seus!»

Tot seguit, es mostra la traducció àrab moderna de Bellamy de la Inscripció Namara, amb breus explicacions afegides entre parèntesis:

تي (هذه) نَفسُ (شاهدة قبر) امرؤ القيس بن عَمرو مَلِكُ العرب، ولقبهُ ذو أسَد ومذحج.
ومَلَكَ الأسديين ونزار وملوكهمْ وهَرَّبَ مذحج عَكدي (كلمة عامية تدمج الكلمتين "عن قضى"، بمعنى بعد ذلك) وجاء (اي امرؤ القيس) يزجها (يقاتلها بضراوة) في رُتِجِ (ابواب) نَجران، مدينة شمّر، ومَلَكَ معد (بنو مَعَدْ في اليمن) ونَبَلَ بنَبه الشعوب (عامل نبلاءهم باحترام ولطف) ووكلهن (اي عين نبلاءهم شيوخا للقبائل) فرأسو لروم (فاعترفو بسيادة روم عليهم) فلم يبلغ ملك مَبلَغَه.
عكدي (بعد ذلك) هلك سَنَة 223، يوم 7 بكسلول (كانون الأول)، يالِسَعْدِ ذو (الذي) والاهُ (بايعه او جعله وليا له).

L'esment de la data, el 7 de Kaslul l'any 223 de l'era de Bostra nabatea, assenyala de manera segura la seua mort el 7 de desembre del 328.

## Ambigüitats en la traducció
Algunes parts de la traducció són incertes. Per exemple, les primeres traduccions suggerien que Imru' al-Qays era rei de tots els àrabs, cosa que sembla poc probable després del seu trasllat a la regió de Síria. Tampoc és clar si va començar la campanya contra Najran quan era a al-Hira o després de traslladar-se a Síria i, en qualsevol cas, si ho va fer amb ajuda dels sassànides o dels romans.